# Patty Pravo
Patty Pravo, egentligen Nicoletta Strambelli, är en italiensk popsångerska, född 9 april 1948 i Venedig.
Vid 15 års ålder flyttade Pravo till London, och senare till Rom.
1966 släppte hon sin första singel, Ragazzo triste, en framgångsrik italienskspråkig version av Sonny Bonos But you're mine. Albumdebuten skedde 1968, med det självbetitlade Patty Pravo.

## Diskografi
- 1968 - Patty Pravo
- 1969 - Concerto per Patty
- 1970 - Patty Pravo
- 1971 - Bravo Pravo
- 1971 - Di vero in fondo
- 1971 - Per aver visto un uomo piangere e soffrire Dio si trasformo' in musica e poesia
- 1972 - Si'...incoerenza
- 1973 - Pazza idea
- 1974 - Mai una signora
- 1975 - Incontro
- 1976 - Tanto
- 1976 - Patty Pravo
- 1978 - Miss Italia
- 1979 - Munich Album
- 1982 - Cerchi
- 1984 - Occulte persuasioni
- 1989 - Oltre l'Eden
- 1990 - Pazza idea eccetera eccetera
- 1994 - Ideogrammi
- 1997 - Bye Bye Patty
- 1998 - Notti, guai e liberta'
- 2000 - Una donna da sognare
- 2001 - Patty Live '99
- 2002 - Radio Station
- 2004 - Nic-Unic
- 2007 - Spero che ti piaccia... Pour toi